# 1380
1380 كانت سنة كبيسة تبدأ يوم الأحد حسب التقويم اليولياني.

## أحداث
- الروس يلحقون هزيمة ساحقة بجيش يتكون من مزيج من التتر والمغول في معركة كوليكوفو، التي تعد بداية انهيار الدولة التترية في آسيا الوسطى.

## مواليد
- توما الكمبيسي
- فرناندو الأول ملك أراغون